# Mídia (publicidade)
No Brasil, o termo mídia, é um anglicismo, pois escreve-se e diz-se "Mídia", que é o som exato da palavra "Media" em Inglês, que vem do Latim "media", significa meios, designa a função, o profissional, a área, o trabalho de mídia ou o ato de planejar, desenvolver, pensar e praticar mídia, nas agências de publicidade, nos restantes países de língua oficial portuguesa diz-se "Média".
Isto aconteceu porque até o final da década de 1960, nas agências de publicidade, a área era chamada de "departamento de media", com a grafia inglesa. E eram comuns brincadeiras jocosas que as pessoas faziam misturando "trabalhar em media", com a expressão pejorativa "fazer média".
Em parte por isso, e de outra parte, para especificar melhor o significado do termo dentro do mercado publicitário, ao formarem o Grupo de Mídia São Paulo – cuja primeira reunião aconteceu em 15 de agosto de 1968 –, seus fundadores tiveram a feliz ideia de adotar o “i”, aportuguesando a palavra para "mídia". O mercado relutou um pouco para assimilar essa forma, mas em meados dos anos 70 até o anuário da editora Meio & Mensagem já saía grafado como "Anuário de Mídia".
Vários anos depois, nos artigos que escrevia para a Folha de S. Paulo, de Nova York, o jornalista Paulo Francis passou a escrever “mídia” ao se referir à grande imprensa, que abriga os grandes veículos com reconhecida influência na população e nos governos. E depois, passou a usar “mídia" para os meios de comunicação em geral.
Não demorou muito para que toda a imprensa brasileira, tanto os jornalistas bem conceituados, como também apresentadores de auditório e artistas, passassem a se referir aos meios de comunicação como “a mídia”. E com a popularização da informática, hoje o termo também é usado até para designar os discos de CD e DVD.